# 플레이모빌
플레이모빌(Playmobil)은 독일의 브란트슈타터 그룹이 생산 및 판매하는 장난감 시리즈이다. 플레이모빌 시그니처 장난감은 7.5cm이다.
2019년 프랑스에서 플레이모빌: 더 무비가 개봉되었다.

## 같이 보기
- 레고 미니피겨